# Cornelia Molnar
Cornelia Vajda-Molnar (Târgu Mureș, Roemenië, 26 november 1983) is een voormalig Kroatisch professioneel tafeltennisster van Roemeense komaf. Zij speelt rechtshandig met de shakehandgreep.
Zij nam namens Kroatië deel aan de Olympische Zomerspelen 2004 en 2012 maar won geen medailles.

## Belangrijkste resultaten
- Zilver met het team op de Europese kampioenschappen 2003.
- Zilver met het team op de Europese kampioenschappen 2005.
- Brons met het team op de Europese kampioenschappen 2008.
- Brons met het team op de Europese kampioenschappen 2009.